# Semipallium flavicans
Semipallium flavicans is een tweekleppigensoort uit de familie Pectinidae. De wetenschappelijke naam werd gepubliceerd in 1758 door Carl Linnaeus in de tiende editie van Systema naturae.